# Monochroa
Monochroa är ett släkte av fjärilar som beskrevs av Hermann von Heinemann 1870. Monochroa ingår i familjen stävmalar, Gelechiidae.

## Dottertaxa tillMonochroa, i alfabetisk ordning[1][2]
| Monochroa absconditella            |       |                          |       |    |
| Monochroa agatha                   |       |                          |       |    |
| Monochroa ainella                  |       |                          |       |    |
| Monochroa angustipennella          |       |                          |       |    |
| Monochroa arundinetella            |       | Starrdystermal           |       |    |
| Monochroa chromophanes             |       |                          |       |    |
| Monochroa cleodora                 |       |                          |       |    |
| Monochroa conspersella             |       | Videörtsdystermal        |       |    |
| Monochroa cytisella                |       | Örnbräkensmal            |       |    |
| Monochroa decolorella              |       |                          |       |    |
| Monochroa dellabeffai              |       |                          |       |    |
| Monochroa disconotella             |       |                          |       |    |
| Monochroa discriminata             |       |                          |       |    |
| Monochroa divisella                |       | Svärdsliljemal           |       |    |
| Monochroa drosocrypta              |       |                          |       |    |
| Monochroa elongella                |       | Motfläcksdystermal       |       |    |
| Monochroa farinosae                |       |                          |       |    |
| Monochroa ferrea                   |       | Sandhedsdystermal        |       | EN |
| Monochroa fervidella               |       |                          |       |    |
| Monochroa fragariae                |       |                          |       |    |
| Monochroa gilvolinella             |       |                          |       |    |
| Monochroa gracilella               |       |                          |       |    |
| Monochroa griseella                |       |                          |       |    |
| Monochroa harrisonella             |       |                          |       |    |
| Monochroa hornigi                  |       | Pilörtsdystermal         |       |    |
| Monochroa inflexella               |       | Kalkhällsdystermal       |       | EN |
| Monochroa ingravata                |       |                          |       |    |
| Monochroa leptocrossa              |       |                          |       |    |
| Monochroa lucidella                |       | Knappsävsdystermal       |       |    |
| Monochroa lutulentella             |       | Älggräsdystermal         |       |    |
| Monochroa monactis                 |       |                          |       |    |
| Monochroa moyses                   |       |                          |       |    |
| Monochroa nigromaculella           |       |                          |       |    |
| Monochroa niphognatha              |       | Fyrpunkterad dystermal   |       |    |
| Monochroa nomadella                |       |                          |       |    |
| Monochroa palustrella/palustrellus | XXXXX | Hästskräppedystermal     |       |    |
| Monochroa parvulata                |       |                          |       |    |
| Monochroa pentameris               |       |                          |       |    |
| Monochroa perterrita               |       |                          |       |    |
| Monochroa pessocrossa              |       |                          |       |    |
| Monochroa placidella               |       |                          |       |    |
| Monochroa plusia                   |       |                          |       |    |
| Monochroa psamathias               |       |                          |       |    |
| Monochroa quinquepunctella         |       |                          |       |    |
| Monochroa rebeli                   |       |                          |       |    |
| Monochroa repudiata                |       |                          |       |    |
| Monochroa rhenanella               |       |                          |       |    |
| Monochroa robusta                  |       |                          |       |    |
| Monochroa rufulella                |       |                          |       |    |
| Monochroa rumicetella              |       | Mindre bergsyredystermal | XXXXX | NT |
| Monochroa rutilella                |       |                          |       |    |
| Monochroa saltenella               |       | Fjällängsdystermal       |       | VU |
| Monochroa scutatella               |       |                          |       |    |
| Monochroa sepicolella              |       | Större bergsyredystermal |       |    |
| Monochroa servella                 |       | Gullvivedystermal        |       |    |
| Monochroa simplicella              |       | Brun dystermal           |       |    |
| Monochroa suffusella               |       | Ängsullsdystermal        |       |    |
| Monochroa tenebrella               |       | Vitsprötad dystermal     |       |    |
| Monochroa tetragonella             |       | Strandkrypedystermal     |       |    |

## Bildgalleri

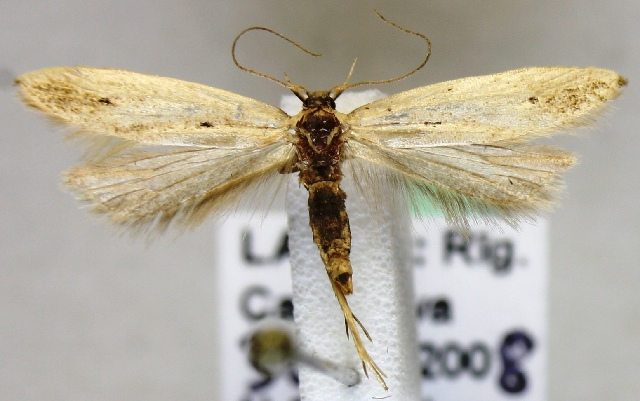
Monochroa divisella
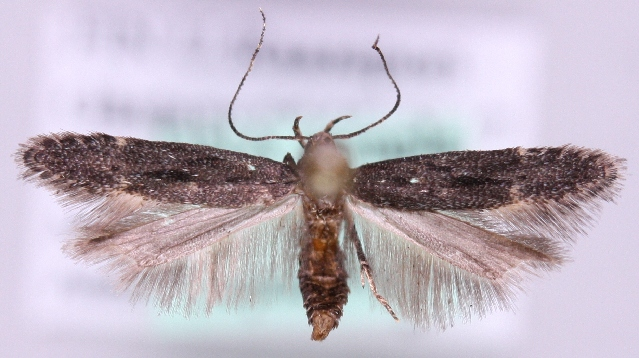
Monochroa elongella
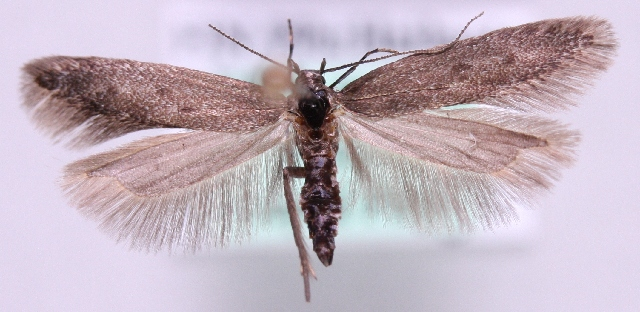
Monochroa ferrea
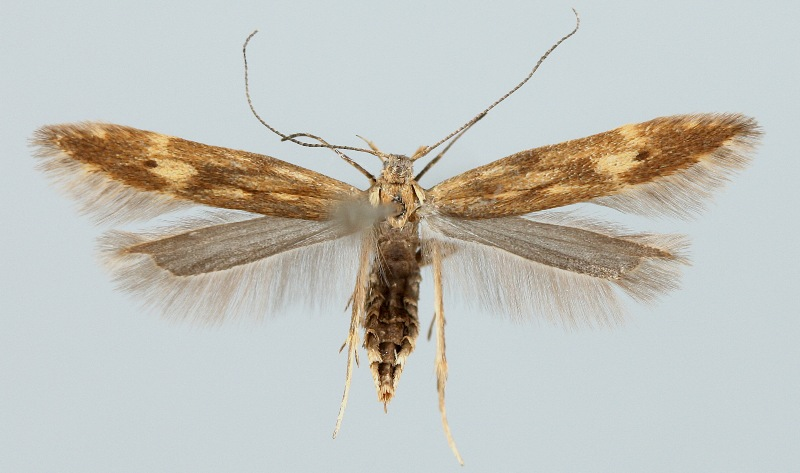
Monochroa lucidella
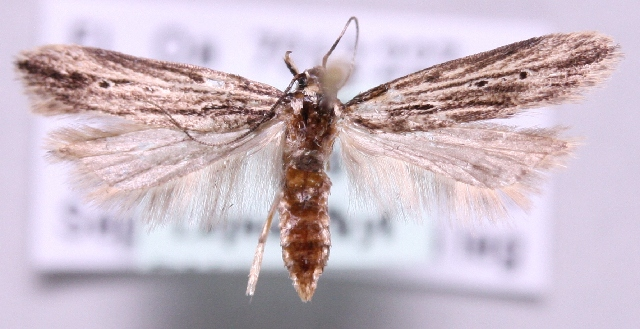
Monochroa palustrellus
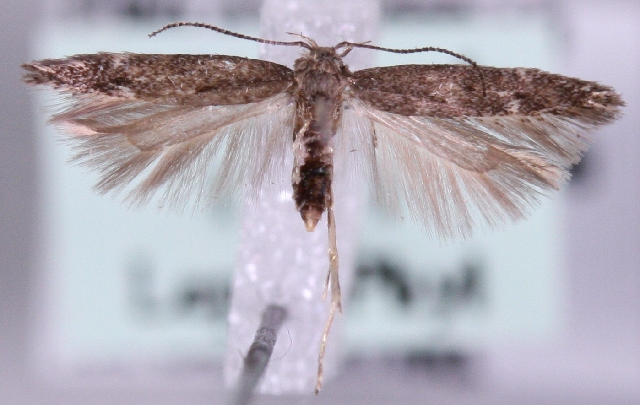
Monochroa rumicetella
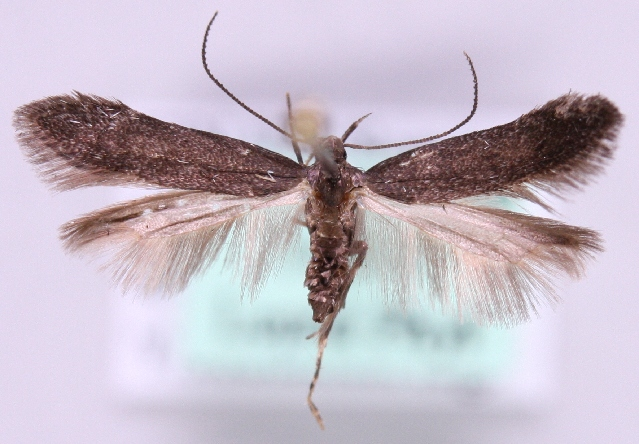
Monochroa servella
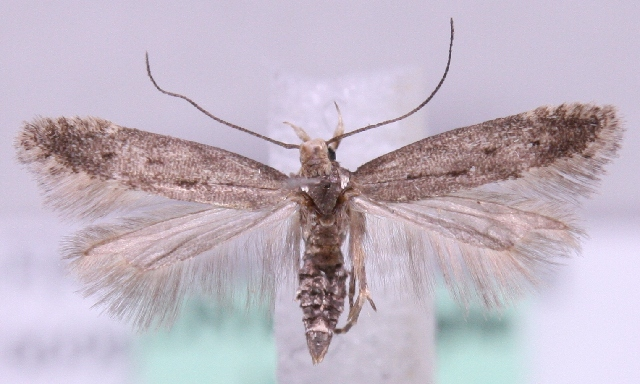
Monochroa tetragonella